# Francis Jackson
Pour les articles homonymes, voir Jackson.
Francis Alan Jackson, né le 2 octobre 1917 à Malton dans le Yorkshire et mort le 10 janvier 2022 à York, est un organiste et compositeur britannique.

## Biographie
Francis Alan Jackson naît le 2 octobre 1917 à Malton dans le Yorkshire.
Il est organiste et directeur de la musique à la cathédrale d'York pendant 36 ans, de 1946 jusqu'à sa retraite en 1982.